# Joseph Fiacre Olivier de Gérente
Joseph Fiacre Olivier de Gérente o Olivier-Gérente  (Mollans-sur-Ouvèze (Droma), 30 d'agost del 1744 - Travalhan (Valclusa), 21 de juny del 1837) va ser un polític francès que fou diputat pels departaments de la Droma i la Valclusa. 

## Biografia
Havia sigut gendarme de la guàrdia reial abans  del 1781. En l'adveniment de la Revolució Francesa presidia l'Assemblea del Comtat Venaissí (i en aquesta condició, signà una circular el 1790) i, amb posterioritat, fou procurador (delegat governamental) a la comuna de Pèrnas dei Fònts (discurs del 1792)

El comtat Venaissí  (la zona on Olivier de Gérente vivia) no s'havia incorporat a l'estat francès fins a mitjans de setembre del 1791, de manera que, quan s'obriren les sessions de l'Assemblea Legislativa francesa l'1 d'octubre, el Comtat no havia pogut votar ni enviar-hi representant propi; la situació millorà marginalment el març del 1792, quan el Comtat Venaissí fou agregat al departament de la Droma, que en podia defensar els interessos. L'Assemblea, però, decidí millorar la representació dels "Estats reunits d'Avinyó i del Comtat Venaissí" atorgant-los dos nous diputats extraordinaris, que s'eligiren en una assemblea electoral a l'Illa de Veniça el 16 i 17 de juliol del 1792. Olivier hi manifestà candidat, i en sortí elegit en representació de l'Ouvèze. Es presentà a l'Assemblea, prestà jurament i hi fou admès com a diputat del districte de Louvèze (sic per L'Ouvèze) a finals d'agost. Immediatament després tingueren lloc les eleccions legislatives, on Olivier de Gérente revalidà l'escó en una nova assemblea, aquesta tinguda a Valença, del 2 al 13 de setembre del 1792 que reconegué "Joseph-Fiacre Olivier, ciutadà de Pèrnas al districte de l'Ouvèze", com a representant a la Convenció, el tercer representant (de vuit electes) del departament de la Droma, amb 423 vots d'un total de 463. En les sessions parlamentàries següents segué en els bancs dels moderats, i quan es jutjà Lluís XVI de França els dies 15 a 17 de juliol del 1793, a la pregunta de quina pena li havia de recaure, li estalvià la mort, responent: 
| « | J'ai déjà dit que je ne croyais pouvoir prononcer que comme législateur [i no com a jutge]. Je vote donc pour la détention | » |

Unit amb llaços d'amistat i ideològics amb els diputats de la Gironda, protesta públicament quan, el 31 de maig del 1793, aquests van ser derrotats pels jacobins i expulsats de la Convenció. La defensa que en feu Olivier de Gérente li valgué, com succeí als diputats girondins, ser arrestat en residència  vigilada. Des de la reclusió, escrigué al diputat muntanyès Jean-Henri Voulland el 30 de juliol del 1794 per demanar-li l'alliberament de la seva esposa, retinguda al convent de les Angleses del carrer de Lourcine; la caiguda de Robespierre relaxà la persecució dels girondins i alliberà el matrimoni. Olivier de Gerenté fou un dels pocs supervivents dels setanta-tres diputats perseguits pel Terror. Durant aquest període s'havia creat, el 25 de juny del 1793, el departament de la Valclusa, a partir de territoris dels departaments de les Boques del Roine i de la Droma, i Olivier de Gérente, representant la Droma, va ser un dels dos diputats, amb Joseph-Stanislas François-Xavier-Alexis Rovere de les Boques del Roine, a ser designats com a representants seus davant de l'Assemblea. Es reincorporà a la Convenció el 8 de desembre del 1794 i es dedicà a combatre l'ideari jacobí; seva fou la proposta que se celebrés anualment la caiguda de Robespierre, en la festa del Nou de Thermidor. El primer d'abril del 1795 Olivier de Gérente, arran d'un avalot popular contra la majoria de la Convenció, feu decretar la tramesa de la tropa per combatre la insurrecció, i el manteniment de la Convenció en sessió permanent, fins que no s'alliberés el diputat Pierre Auguis, retingut pels revoltats. Poc després fou enviat en missió oficial als departaments del Migdia i, mentre visitava el Gard i l'Erau, envià una carta a l'Assemblea felicitant-la per la resposta donada a les bullangues del 20, 21 i 22 de maig.
Ja de tornada a París, va ser elegit, novament en representació de la Droma, al Conseil des Anciens per 127 vots de 173 votants. Va ser nomenat secretari del Consell el 20 de maig del 1796, i plegà de la Cambra el maig de l'any següent. El Primer Imperi Francès li atorgà, el 8 d'abril del 1813, el títol de baró. Durant el Govern dels cent dies va ser elegit pel departament de la Valclusa per a la cambra de representants (del 13 de maig al 13 de juliol del 1815). En retirar-se definitivament de la vida parlamentària, s'establí a la Valclusa on, a les seves velleses, encara va ser membre i, repetidament president (1812, primer president; 1813-1814; 1831-1832; 1833-1834), del Consell General del departament. Va ser regidor i batlle del poble de Travalhan, on havia adquirit dels béns nacionals expropiats, unes extenses propietats agrícoles (sembla que antiga possessió de la família Pignatelli d'Egmont) a les zones de "Saint Pierre" i "Saint Jean". Fou en aquesta darrera zona on morí, i on en el present hi ha el seu monument funerari en el bosc de la Cadenière; la tomba es troba a l'església de Travalhan, edificada el 1856 en terres donades pel baró Joseph-Louis de Gérente.
Havia sigut distingit amb el grau de cavaller de l'orde de la Legió d'Honor francesa per decret del 7 de juliol del 1815, per prendre rang el 28 de desembre del 1831.
El seu fill Hippolyte Louis Joseph Olivier de Gérente (Pèrnas dei Fònts (Valclusa), 11 de juny del 1782 - París, 7 de maig del 1856), va ser inspector de l'Administració d'Aigües i Boscos, diputat per la Valclusa (4 de novembre del 1837, reelegit el 2 de març del 1839; perdé les eleccions del 9 de juliol del 1842 i guanyà les de l'1 d'agost del 1846). Fou nomenat administrador del domini privat (béns personals del rei) de Lluís Felip I de França, i es jubilà en el càrrec el 10 de març del 1855. Tingué el títol de segon baró d'Olivier de Gérente.

## Obres
- Circulaire du président de l'Assemblée représentative du Comté Venaissin réfutant les calomnies portées contre elle au sujet des troubles de Cavaillon. 21 octobre 1790.  s.l.: s.n., 1790.
- Avis aux citoyens qui formoient ci-devant les Peuples Avignonais et Venaissin. [Par Olivier-Gérente, de Pernes].  s.l. (Carpentras?): s.n., 1791.
- Discours prononcé par M. Olivier-Gérente, nouveau Procureur de la Commune de Pernes, lors de l'installation de la Municipalité, le 14 juin 1792.  Carpentras: impr. J.-A. Proyet, 1792.
- Discours prononcés lors de la Cérémonie fédérative, à Perles, le 14 juillet 1792,... [Par Proal et Olivier-Gérente].  Carpentras: impr. J.-A. Proyet, 1792.
- Rapport et projet de décret fait et présenté a la Convention nationale par le citoyen Gerente, au nom du Comité militaire, relatif à une pétition faite par le citoyen Lievre, pour la levée d'une compagnie de gendarmerie à cheval.  París: Imprimerie nationale, 1792?.
- République française.... Proclamation. Olivier Gérente,... délégué dans les départemens du Gard et de l'Hérault... aux citoyens du Gard et de l'Hérault. Nîmes, le 22 floréal an III....  Nîmes: impr. de J.-A. Tesuer, 1795.
- Circulaire du baron de Gérente, président du Conseil général de Vaucluse, en faveur de la candidature de son fils Hippolyte de Gérente, dans l'arrondissement d'Orange. Juin 1831.  s.l.: s.n., 1831.